# Uvaria dulcis
Uvaria dulcis este o specie de plante angiosperme din genul Uvaria, familia Annonaceae, descrisă de Michel Félix Dunal. Conform Catalogue of Life specia Uvaria dulcis nu are subspecii cunoscute.